# Aeroporto de Ilha Solteira
O Aeroporto de Ilha Solteira / Theo Dutra é um aeroporto estadual localizado na cidade de Ilha Solteira, possui pista pavimentada para pouso de pequenas e médias aeronaves.
O nome do aeroporto é uma homenagem ao jovem jornalista José Theodoreto Souto e Dutra, da Folha de S. Paulo, cuja última matéria publicada pouco antes de morrer tratava-se sobre a construção da barragem de Ilha Solteira, cidade pela qual Theo Dutra, além de realizar sua última reportagem, também passou seus últimos momentos de vida. Ele faleceu em um acidente grave de carro, na madrugada de 3 de abril de 1973, aos 24 anos, quando viajava de São José do Rio Preto para Ilha Solteira, de onde pretendia continuar a sua cobertura jornalística sobre a barragem.
O aeroporto foi inaugurado com sessão solene de inauguração, em 8 de março de 1975, que foi coordenada pelo então Secretário de Obras do Estado, engenheiro José Meiches, e pelo então presidente da CESP, Antônio Galvão. O local foi batizado com o nome do jornalista da Folha de S. Paulo, por decreto estadual assinado pelo então governador Laudo Natel. Tiveram presentes na cerimônia de inauguração a viúva de Theo, Gildete de Souza e Dutra, além do filho Renato, dos seus avós maternos e de sua mãe, Evelyna.
Em 1999, houve a desativação do aeroporto. Atualmente, sua pista é usada para campeonatos de Veículo aéreo não tripulado.

## Aeroporto deIlha Solteira/ Theo Dutra
SBIL/***

### Características
- Código do Aeroporto: ILB
- Nome do Aeroporto: Theo Dutra
- Latitude: 20° 23’ 0” S
- Longitude: 51° 20’ 0” W
- Código Mundial de Area: 316
- Terminal de Passageiros: Embarque e Desembarque
- Estacionamento de Veículos - nº de vagas: 47
- Tipo de Piso: asfalto
- Horário de Funcionamento: H24O/R
- Categoria Contra Incêndio disponível: 0
- Serviços: Telefone Público, Veículos de Emergência e Hangares
- Inauguração: 8 de março de 1975
- Auxílios operacionais: Sim
- Categoria Contra Incêndio disponível: Não
- Acesso: Localizado 4 km da cidade de Ilha Solteira.
- Acidentes e Incidentes: Nenhum